# Шепотовичские Поплавы
Шепото́вичские Попла́вы (бел. Шапатовіцкія Паплавы) — деревня в Ленинском сельсовете Чечерского района Гомельской области Беларуси. Постоянного населения не имеет.

## География

### Расположение
В 14 км на юг от Чечерска, 38 км от железнодорожной станции Буда-Кошелёвская (на линии Гомель — Жлобин), 66 км от Гомеля.

### Гидрография
На востоке мелиоративный канал, соединённый с рекой Сож.

## Транспортная сеть
Транспортные связи по просёлочной, затем автомобильной дороге Чечерск — Присно. Планировка состоит из короткой криволинейной, почти меридиональной ориентации улицы, застроенной двусторонне деревянными усадьбами. Частично сгорела.

## История
Согласно письменным источникам известна с XIX века как селение в Дудичской волости Рогачёвского уезда Могилёвской губернии. Согласно переписи 1897 года действовали круподёрка, 2 ветряные мельницы, 3 маслобойни. В 1909 году 606 десятин земли.
В 1930 году организован колхоз, работала ветряная мельница. Согласно переписи 1959 года входила в состав колхоза «XXIV партсъезд» (центр — деревня Себровичи).
В результате катастрофы на Чернобыльской АЭС деревня подверглась радиационному загрязнению. В 1992 году жители (17 семей) переселены в чистые места.

## Население
- 1897 год — 56 дворов, 351 житель (согласно переписи).
- 1909 год — 349 жителей.
- 1926 год — 71 двор, 351 житель
- 1959 год — 146 жителей (согласно переписи).
- 1992 год — жители (17 семей) переселены.